# Jurassisches Kunstmuseum

Blick in den Neubau (2023)

Das Jurassische Kunstmuseum (französisch Musée jurassien des Arts, MJA) ist ein Kunstmuseum in Moutier im Berner Jura. Es wurde 1993 in der ehemaligen «Villa Bechler» eingerichtet. Seine Sammlung und die Villa stehen als Kulturgüter-Objekte von kantonaler Bedeutung unter Schutz. Die Institution im Kanton Bern ist das einzige Museum im Gebiet des Schweizer Juras, das sich ausschliesslich der bildenden Kunst widmet. Es organisiert drei bis fünf Wechselausstellungen pro Jahr.

## Geschichte
Der Drucker und Herausgeber Max Robert gründete 1953 den Club jurassien des Arts, der im Laufe der Jahre eine bedeutende Sammlung zusammengetragen hat, die gegenwärtig einen wichtigen Teil des Museumsbestands darstellt. Die ersten Ausstellungen fanden an verschiedenen Orten in Moutier statt. Seit den 1960er-Jahren wurde die Gründung eines Museums angestrebt.
Im Jahr 1973 gründete die Association jurassienne d’animation culturelle (AJAC) die «Druckwerkstatt Moutier» (Atelier de gravure de Moutier). Die Werkstatt ist seit 2009 ein eigenständiger Verein und wird von den Kantonen Bern und Jura finanziell unterstützt.
Die Errichtung einer privatrechtlichen Stiftung zur Gründung des «Jurassischen Kunstmuseums» konnte 1989 verwirklicht werden. Die «Villa Bechler» wurde 1993 erworben und bis 1996 um einen modernen Ausstellungsbau des Architekturbüros Bakker und Blanc in Lausanne ergänzt. Das Museum eröffnete im gleichen Jahr. Erste Konservatorin war Patricia Nussbaum. Valentine Reymond wurde im Sommer 1998 ihre Nachfolgerin. Der Altbau wurde 1903 nach Plänen des Architekten Charles Kleiber errichtet und später nach dem Unternehmer und Konstrukteur André Bechler benannt. Die Bedeutung des Museums für das Gebiet zweier Kantone wurde 2014 durch den Preis der Interjurassischen Versammlung (Assemblée interjurassienne, AIJ) hervorgehoben. Das Museum sei, laut Urteil der Jury, «ein privilegierter Ort des Austauschs» sowie ein Ort, «an dem sich die Funktionen des Schaffens und des Bewahrens gegenseitig nähren». Die alle zwei Jahre stattfindende Veranstaltung des Kunstmarkts MOUT'ART bietet seit 2015 Künstlern die Möglichkeit, Werke in den Räumlichkeiten und im Innenhof des Museums zu verkaufen.
Die Sammlung des Museums ist als Kulturgüter-Objekt von kantonaler Bedeutung («Kategorie B», KGS-Nummer 9458) ausgewiesen, die Villa hat den gleichen Status (KGS-Nummer 1077).

## Standort und Beschreibung
Das Museum steht in Hanglage oberhalb des Beginns der Rue Centrale nahe dem östlichen Ende des Orts. Südöstlich liegt der Bahnhof von Moutier.
Die zehn Ausstellungsräume des Museums nehmen zwei Stockwerke sowie das Dachgeschoss der Villa ein. An der Südostecke des Hauses führt ein kurzer Verbindungsgang zum langgestreckten Erweiterungsbau des Museums. Für den Beton nahmen die Architekten warmgetönten Kalkstein aus demselben Steinbruch, der seinerzeit auch das Baumaterial für die Villa lieferte. Der Neubau wird durch ein Oberlicht und ein grosses Fenster an der Nordseite natürlich beleuchtet, er ist leicht aus der Achse des Altbaus verschwenkt, um parallel zur Pergola zu verlaufen. Die Exponate können auf 416 m² präsentiert werden. Im Norden des weitläufigen Parks bietet eine überdachte Pergola mit fünf toskanischen Säulen eine weitere Ausstellungsfläche für Skulpturen. Der Innenhof bietet Freiraum für die Durchführung von Veranstaltungen.

## Sammlung

### Bestand und Leihgaben
Die eigene Sammlung des Kunstmuseums besteht hauptsächlich aus Werken von Künstlern des Jura. Sie umfasst fast 4000 Werke moderner und zeitgenössischer Kunst von den 1950er-Jahren bis zur Gegenwart. Es sind Werke von rund 600 Künstlern, von denen die meisten der Club jurassien des Arts im Laufe der Zeit zusammengetragen hat. Ergänzt wurde dieser Bestand durch zahlreiche Schenkungen von Künstlern und Sammlern. Hinzu kommen Depotbestände etwa der Maler Max Kohler oder Robert Boinay. Weitere Bestände stammen von Künstlern aus anderen Regionen der Schweiz und dem Ausland, wie dem Genfer Charles Rollier oder der Amerikanerin Kimber Smith.
Die aktuelle Ankaufspolitik zielt darauf ab, monografische Sammlungen regionaler Künstler zu vervollständigen und gleichzeitig das aktuelle Kunstgeschehen zu dokumentieren.
Insgesamt beherbergt das Museum in seinem Depot eine Kunstsammlungen mit rund 8000 Werken schweizerischer und ausländischer Künstler. Diese Sammlungen werden regelmässig in Wechselausstellungen der Öffentlichkeit präsentiert. Zu den «grossen Namen» der Sammlung gehören Künstler wie Gérard Bregnard, Coghuf, Jean-François Comment, Joseph Lachat, Umberto Maggioni, Charles Robert, Gérard Tolck oder Rémy Zaugg. Weitere Werke stammen von den Künstlerinnen Jeanne Chevalier, Mireille Henry und Sabine Weiss.

### Druckwerkstatt Moutier
Das Museum bewahrt mehr als 4000 Drucke, die in der Druckwerkstatt der AJAC in Moutier hergestellt wurden. Die Werkstatt bietet den Künstlern eine Vielfalt an Verfahren wie Lithografie, Holzschnitt, Typografie und verschiedene Tiefdruck sowie die Heliogravüre. Die Auswahl der verfügbaren Techniken, das Know-how sowie der Dialog mit den Druckern und die Möglichkeit, sehr kleine Auflagen herstellen zu können, ziehen viele Künstler aus dem In- und Ausland an.
Aktuelle Werke der Druckwerkstatt werden 2023 in zwei Sonderausstellungen präsentiert.

## Belege
1. ↑  UID: CHE-110.382.502
2. 1 2 3  musee-moutier.ch: Le Musée. (französisch, abgerufen am 20. April 2023).
3. 1 2  musee-moutier.ch: Histoire du musée. (französisch, abgerufen am 20. April 2023).
4. 1 2 3 4 5 6  musee-moutier.ch: Collections. (französisch, abgerufen am 20. April 2023).
5. ↑  Emma Chatelain: Musée jurassien des Arts, Moutier. In: Dictionnaire du Jura (DIJU; französisch, abgerufen am 20. April 2023).
6. ↑  bakkerblanc.ch: Musée jurassien des Arts Moutier. (englisch, abgerufen am 4. Mai 2023)

Koordinaten: 47° 16′ 51,8″ N, 7° 22′ 42,1″ O; CH1903: 595440 / 236687